# Cladidium bolanderi
Cladidium bolanderi är en lavart som först beskrevs av Edward Tuckerman, och fick sitt nu gällande namn av B. D. Ryan. Cladidium bolanderi ingår i släktet Cladidium och familjen Lecanoraceae.   Inga underarter finns listade i Catalogue of Life.